# 흘로호베츠

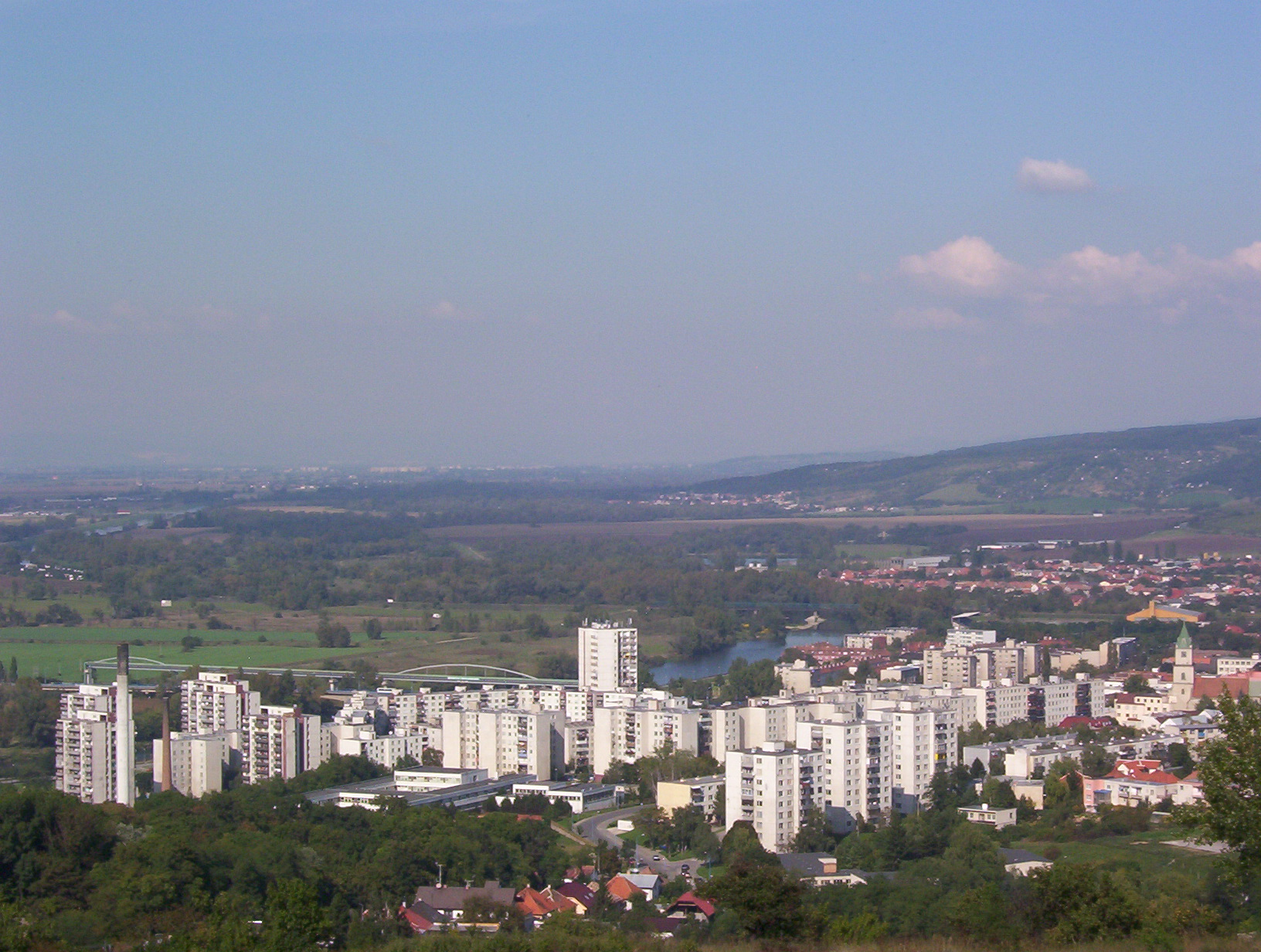
흘로호베츠

흘로호베츠(슬로바키아어: Hlohovec, 독일어: Freistadt(l) an der Waag 프라이스타트안데어바크[*], 헝가리어: Galgóc 걸고츠[*], 튀르키예어: Golgofça 골고프차[*])는 슬로바키아 남서부 트르나바 주에 위치한 도시로 면적은 64.125km2, 높이는 156m, 인구는 22,192명(2011년 기준), 인구 밀도는 346명/km2이다.